# 口山村
口山村（くちやまそん）は、徳島県美馬郡にあった村。現在の美馬市穴吹町口山にあたる。

## 地理
- 山岳 ： 三ツ頭山、高丸、奥野々山
- 河川 ： 穴吹川、大内谷川

## 歴史
- 1889年（明治22年）10月1日 - 町村制の施行により、の区域をもって発足。
- 1955年（昭和30年）3月31日 - 穴吹町・古宮村・三島村と合併し、改めて穴吹町が発足。同日口山村廃止。

## 交通

### 鉄道路線
村域を日本国有鉄道の徳島本線（現・徳島線）が通過していたが、駅は所在しなかった。

### 道路
- 国道192号